# Journey (Colin Blunstone)
Journey is het derde studioalbum van Colin Blunstone als soloartiest. Het album werd opgenomen in de Abbey Road studios, alwaar Peter Vince geluidstechnicus was. De loopbaan van Blunstone raakte na dit album in het slop. Hij liet zich overhalen om voor Elton Johns platenlabel Rocket Records op te nemen, het bracht niet het verwachte succes.
Het album werd geproduceerd door Chris White met uitzondering van de tracks Beware (Chris White en Rod Argent) en It’s magical en You who are lonely (Russ Ballard). Die laatste twee tracks werden opgenomen in de CBS Studio in Londen en verschenen alleen op de Japanse compact disc-persing.

## Musici
De musici waren deels afkomstig uit Argent en de liveband van Blunstone:
- Colin Blunstone – zang, akoestische gitaar
- Derek Griffiths – gitaar, achtergrondzang
- Pete Wingfield – elektrische piano
- Terruy Poole – basgitaar
- Jim Tooney – slagwerk, percussie
- Mike Cotton (trompet), Nick Newall (saxofoon) en John Beecham (trombone) - blaasinstrumenten[1]
- Rod Argent – toetsinstrumenten
- Duncan Browne – klassieke gitaar
- Richard Kerr – piano
- King Singers – achtergrondzang
- Pip Williams, Christopher Gunning - arrangeur

## Muziek
| Nr. | Titel                                                 | Duur |
| --- | ----------------------------------------------------- | ---- |
| 1.  | Wonderful (Argent, White)                             | 5:00 |
| 2.  | Beginning (Blunstone)                                 | 1:45 |
| 3.  | Keep the curtains closed today (Blunstone)            | 2:49 |
| 4.  | Weak for you (Wingfield)                              | 5:20 |
| 5.  | Beware (Blunstone)                                    | 3:27 |
| 6.  | Smooth operation (Wingfield)                          | 3:56 |
| 7.  | This is your captain calling (Gary Osborne, Kerr)     | 4:16 |
| 8.  | Something happens when you touch me (Blunstone, Kerr) | 3:52 |
| 9.  | Setting yourself up (Blunstone)                       | 3:21 |
| 10. | Brother lover (Blunstone)                             | 3:43 |
| 11. | Shadow of a doubt (Wingfield)                         | 3:41 |
| 12. | It’s magical (Ballard)                                | 3:23 |
| 13. | You who are lonely (Ballard)                          | 3:55 |

## Singles
- Een verkorte versie van Wonderful (tijd 3:20) werd in september 1973 uitgegeven als single met B-kant een verlengde versie van Beginning (tijd 2:00). In de UK Singles Chart bleef het wekenlang net buiten de genoteerde plaatsen. In Nederland en België haalde het wel de hitparades, waarbij in Nederland de top 10 (Daverende Dertig) geschampt werd.
- Weak for you met Keep the curtains closed today haalde de Nederlandse tipparades
- It’s magical met Summersong haalde de tipparade niet eens, stond ook niet op het originele album